# Некрополистика
Некрополистика — вспомогательная историческая дисциплина, главным предметом изучения которой являются кладбища (некрополи), их описание, изучение и сохранение. Очень важна для историко-генеалогических (биографических) исследований.
Междисциплинарно взаимодействует с архитектурой, искусством, краеведением, а также и с другими вспомогательными историческими дисциплинами, например, с эпиграфикой, геральдикой, фалеристикой, палеографией, ставрографией и др.

## История некрополистики в России
В дореволюционной России некрополистика была достаточно хорошо развита. В XIX — начале XX века усилиями энтузиастов публиковались как отдельные статьи, так и фундаментальные сводные труды по центральным и провинциальным некрополям Российской империи.
Так, известный русский библиограф и историк литературы Владимир Иванович Саитов, первоначально опубликовавший свой труд «Санкт-Петербургский некрополь» (М., 1883) как приложение к журналу «Русский Архив», в 1912—1913 годах осуществил уникальное издание обобщающего труда «Петербургский некрополь» в 4 томах.
После 1917 года все подобные исследования стали считаться классово чуждыми, а с 1929 года были и вовсе небезопасными. Отмена всех титулов и сословий, антирелигиозная пропаганда, закрытие и уничтожение многих тысяч церквей и монастырей с их древними некрополями привели к утрате огромного пласта национальной исторической памяти.
Публиковались лишь материалы, связанные с революционными событиями, Гражданской и Великой Отечественной войнами.

## Современное состояние
Возрождение интереса к некрополистике произошло в конце 1980-х — начале 1990-х годов. Хотя отдельные энтузиасты начали собирать свои материалы значительно раньше, возможность их публикации представилась именно в эти годы.
Большую роль в привлечении внимания публики к кладбищенской теме сыграла дебютная повесть начинающего писателя-прозаика Сергея Каледина «Смиренное кладбище», опубликованная в 1987 году в журнале «Новый мир» и получившая значительный общественный резонанс, принеся автору известность. В 1989 году она была экранизирована режиссёром Александром Итыгиловым.

### Музеефикация и изучение некрополей
В 1998 году в Туле был создан Муниципальный историко-архитектурный и ландшафтный музей «Тульский некрополь». Он стал первым в России провинциальным музеем подобной направленности. У истоков его создания стоял доктор богословия, старейший краевед Тулы протоиерей Ростислав Лозинский. Им было заложено отношение к старинному кладбищу как к средоточию духовной и материальной культуры. Под его руководством в конце 1980-х годов в городе образовалось общественное движение с названием, давшим впоследствии название музею. Деятельность движения была направлена на спасение и изучение старинных кладбищ.

### Общество некрополистов
31 января 2008 года Общество некрополистов было официально зарегистрировано в Управлении Федеральной регистрационной службы по Москве и получило название — Некоммерческое партнёрство «Общество некрополистов».
Цели и задачи Общества
1. Поиск захоронений известных людей, систематизация и размещение информации о них на сайтах членов Общества.
2. Обеспечение сохранения захоронений известных людей.
3. Составление реестра могил известных людей, нуждающихся в реставрации и уходе.
4. Установление контактов, разработка и представление в соответствующие органы государственной власти предложений о сохранении могил известных людей, как объектов культурного наследия.
5. Создание и ведение интернет-сайтов различной функциональной направленности по вопросам деятельности Общества некрополистов.
6. Осуществление контактов, обмен информацией и сотрудничество с международными и национальными организациями, действующими в сфере интересов Общества, а также с историками, краеведами и некрополистами России и за рубежом.
7. Организация, подготовка и проведение поисковых работ, экспедиций, возможно экскурсий, лекций, конференций и других массовых мероприятий (юбилейных и памятных), связанных с людьми, чьи захоронения находятся в сфере внимания Общества некрополистов.
8. Осуществление издательской деятельности, выпуск тематических сборников и видеофильмов.

Одной из самых важных и актуальных целей Общества некрополистов является популяризация некрополистики и способствование её признанию в качестве серьёзной исторической дисциплины.